# Église Sainte-Catherine de Humelgem
Pour les articles homonymes, voir Église Sainte-Catherine.
L'église Sainte-Catherine est une église située à Humelgem, village de la commune belge de Steenokkerzeel, en Brabant flamand.

## Historique
L'église est d'origine romane comme l'attestent les fenêtres romanes qui ornent son clocher.
Son portail de style baroque a été ajouté en 1673 comme l'indique le chronogramme intégré dans la dédicace à sainte Catherine qui orne le cartouche situé au-dessus du portail :
sCta CatharIna VIrgo
et MartIIr eCCLesIae
patrona tVteLarIs
ora pro CLIentIbVs

## Architecture

### La façade occidentale
L'église présente une façade occidentale ornée d'un beau portail de style baroque.
Ce portail possède des piédroits harpés à imposte saillante supportant un arc cintré à clé et à claveaux saillants, surmonté d'un larmier brisé.
Il est encadré de deux colonnes engagées surmontées de chapiteaux ioniques supportant un entablement dont l'architrave est ornée d'un cartouche.
Cet entablement porte un fronton courbe brisé enserrant une niche abritant une statue de sainte Catherine d'Alexandrie, représentée avec ses attributs : la roue de son supplice, la palme et le livre.
L'encadrement de cette niche est constitué de piédroits à impostes saillantes, d'un arc à clef saillante et de volutes typiquement baroques.

Le portail baroque
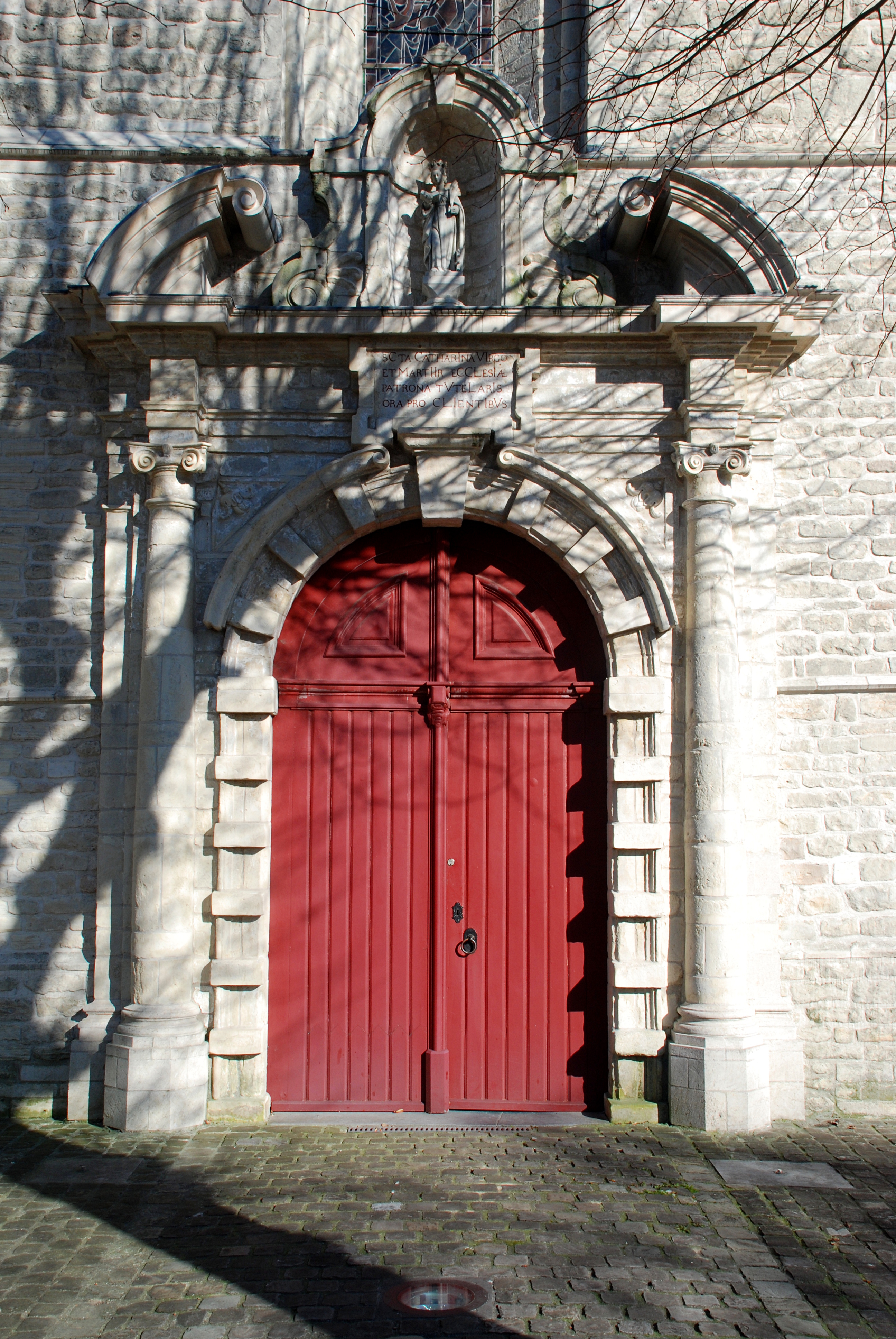
Le portail baroque.
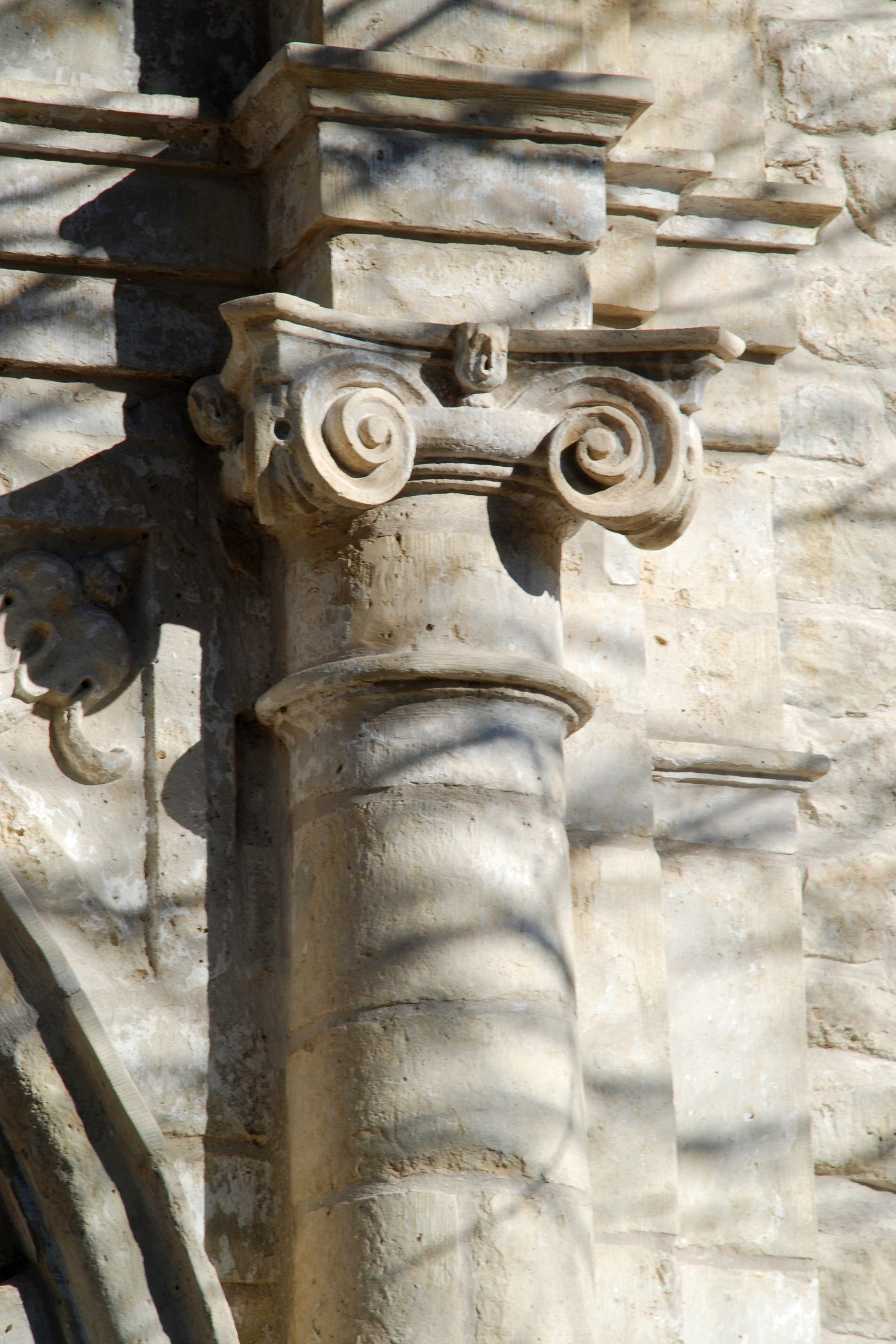
Chapiteau ionique du portail.

### La façade méridionale
La façade méridionale est percée de deux très grandes fenêtres cintrées à arcs surbaissés.

### Le clocher
L'église, couverte d'ardoises, possède un imposant clocher carré surmonté d'une flèche pyramidale.
L'avant-dernier niveau de ce clocher est percé de fenêtres romanes, situées sous les baies campanaires.

## Note
1. ↑  C + C + I + VI + M + II + CCL + I + V + L + I + CLI + I + V = 100 + 100 + 1 + 6 + 1000 + 2 + 250 + 1 + 5 + 50 + 1 + 151 + 1 + 5 = 1673